# 藤井あさこ
藤井 あさこ（ふじい あさこ、1963年8月3日 - ）は、日本の女性声優。東京都出身。所属事務所は81プロデュース。本名および旧芸名は藤井 朝子（読みは同じ）。 

## 人物
アニメ、テレビなどで活躍している。
趣味・特技はジャズ、シャンソンボーカル。

## 出演

### テレビアニメ
- 南国少年パプワくん（1992年）
- モンタナ・ジョーンズ（1994年、ミゲル）
- バトルアスリーテス大運動会（1997年）
- TRIGUN（1998年、子）
- MASTERキートン（1998年、ジミー少年）
- ゾイド -ZOIDS-（1999年、おばさん）
- サラリーマン金太郎（2001年、女将）
- 爆転シュート ベイブレード（2001年、少年C）
- MONSTER（2005年、ミラン〈少年〉）

### OVA
- THE八犬伝（1990年）
- コズミック・ファンタジー〜銀河女豹の罠〜（1994年）
- ジョジョの奇妙な冒険 ADVENTURE（2001年、子供）
- ナコルル〜あのひとからのおくりもの〜 郷里之畏友編（2002年、ウババ）

### ドラマCD
- くるくるトライアングル（1994年）

### テレビ番組
- 教育の窓（ナレーション）

### 人形劇
- こどもにんぎょう劇場「えすがたにょうぼう」（三太夫）